# John Joseph Enneking
John Joseph Enneking, né le 4 octobre 1841 à Minster, dans l'Ohio, et mort le 16 novembre 1916 à Boston dans le Massachusetts, est un peintre impressionniste américain.
Élève au Mount St. Mary's College à Cincinnati, il sert durant la guerre de Sécession en 1861-1862. Il étudie l'art à New York et à Boston. Il abandonne ses études à cause de sa mauvaise vue, mais les reprend après avoir tenté sa chance dans une manufacture d'étain.
De 1873 à 1876 il étudie à Munich avec Schleich et Leier, puis à Paris avec Charles-François Daubigny et Léon Bonnat. En 1878-1879 il revient à Paris et dessine également aux Pays-Bas.
Enneking est un peintre sur le motif, ce qui signifie qu'il peint directement, sans l’intermédiaire d'un dessin préalable.

## Œuvres

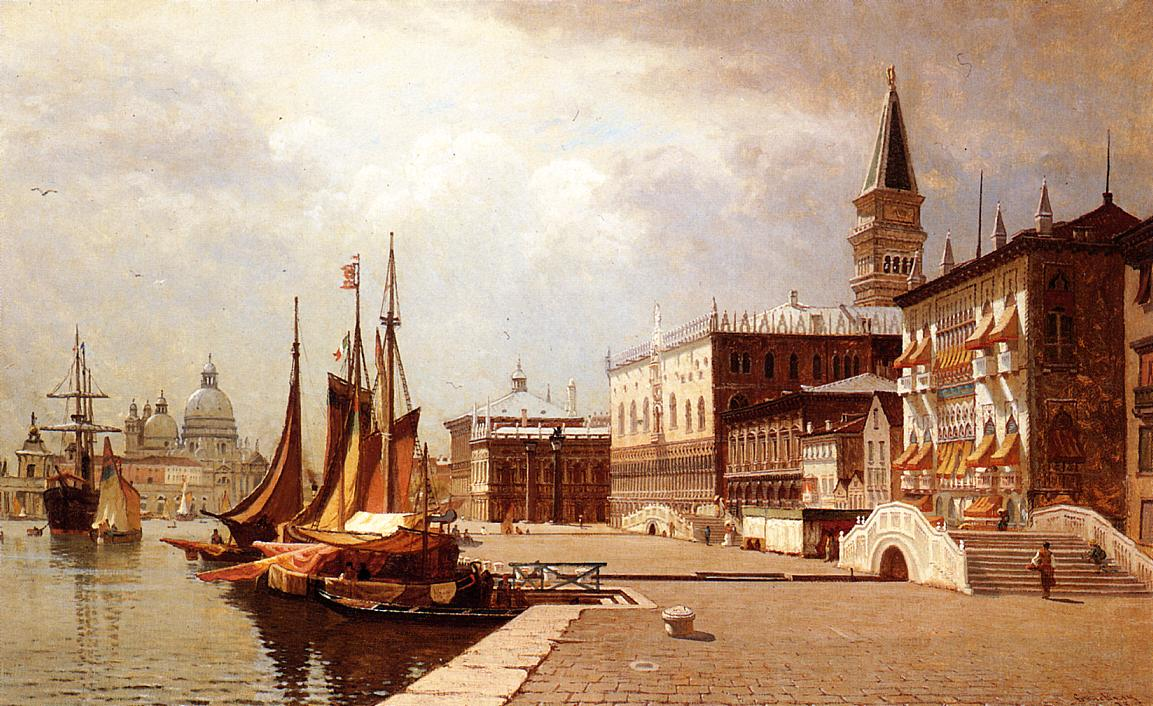
Venice at Midday
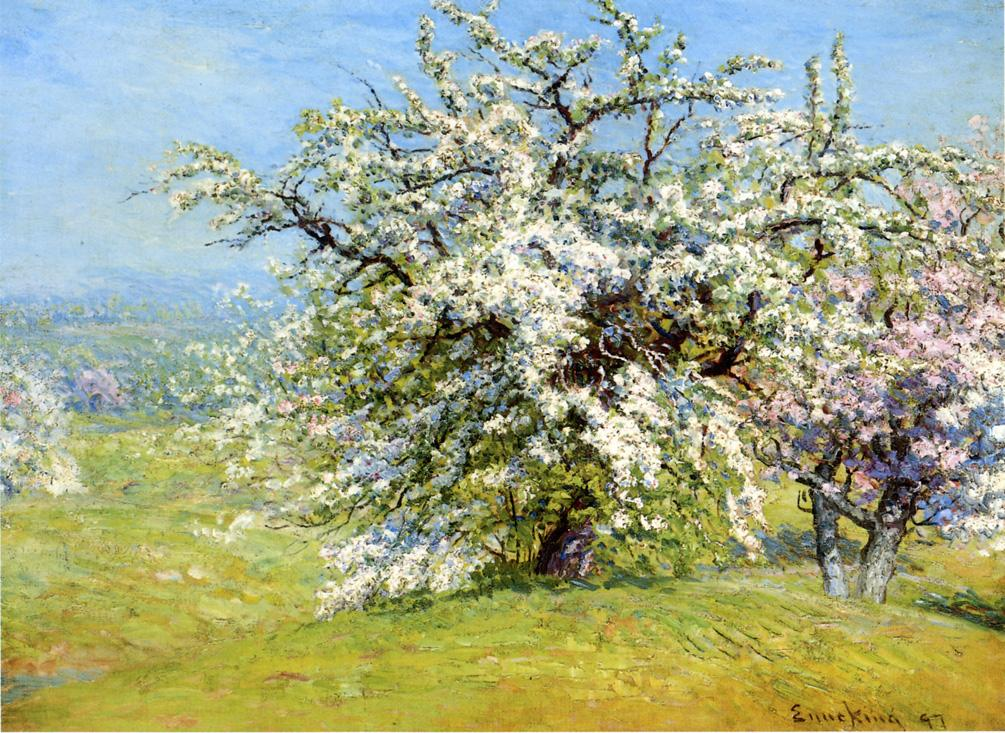
Blooming Meadows
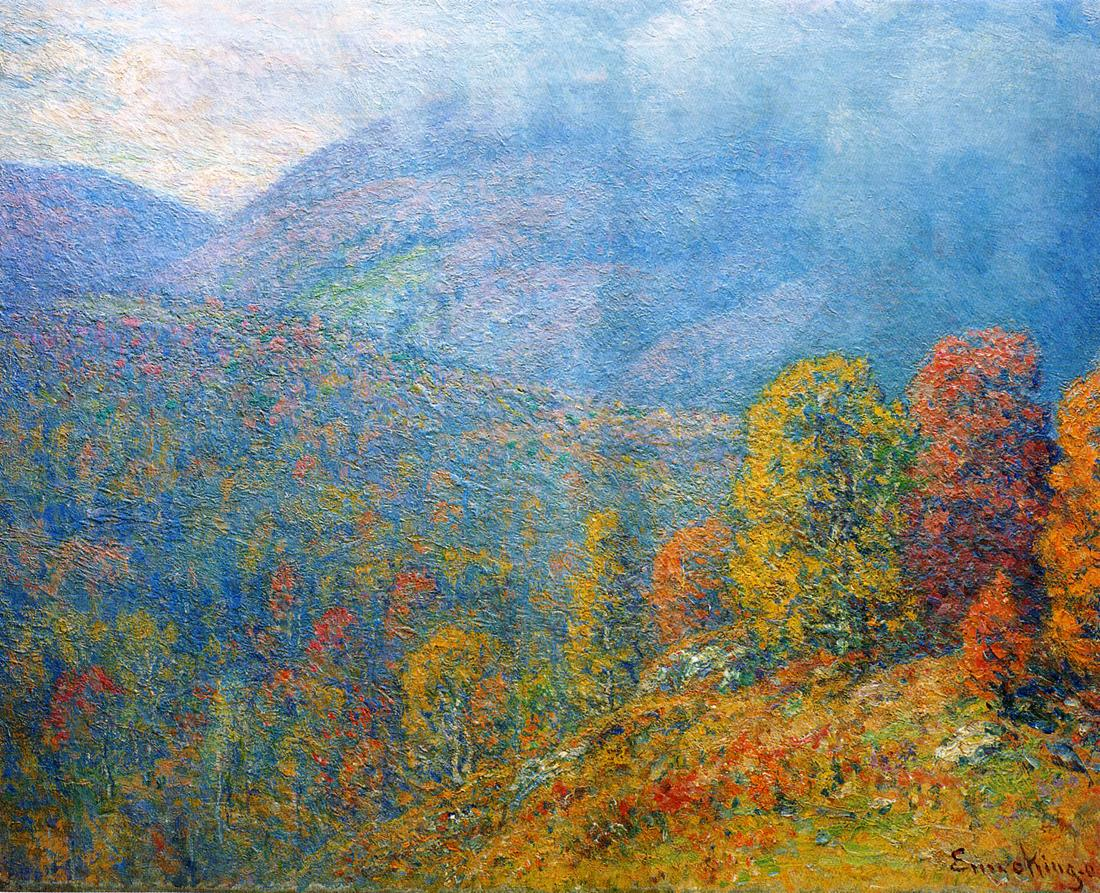
Mountain Landscape
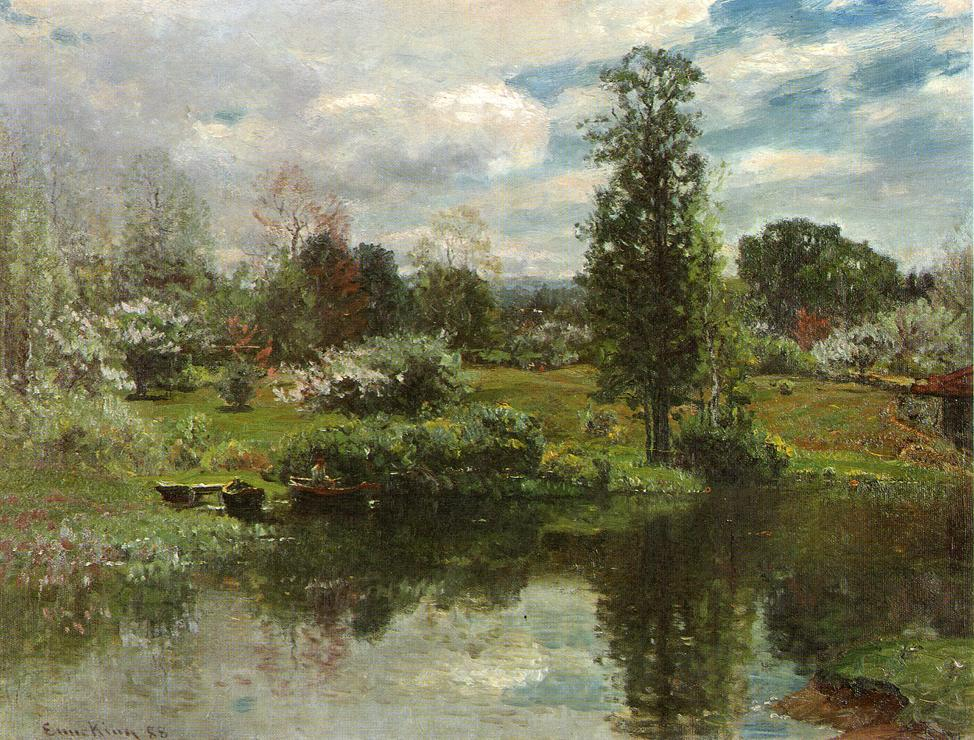
Summer on the Lake
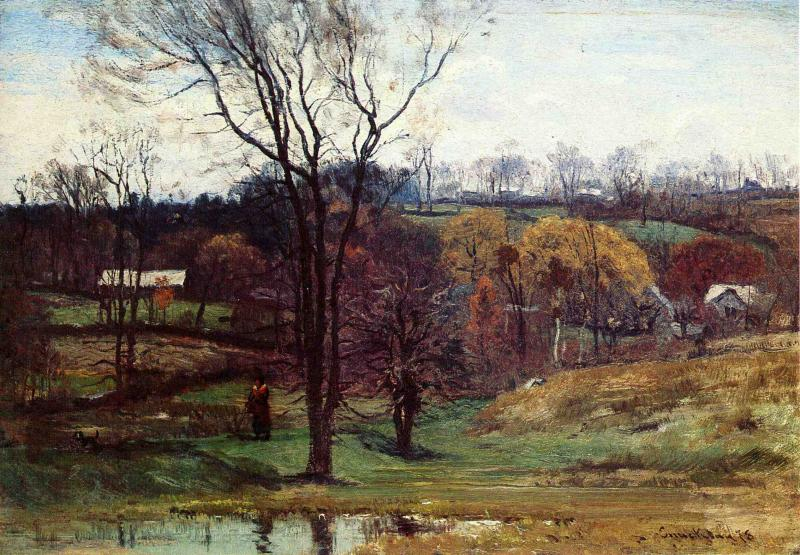
A Late Afternoon Walk